# X și 0
X și O (engleză tic-tac-toe) este un joc pentru doi jucători, "X" respectiv "0", care marchează pe rând câte o căsuță dintr-un tabel cu 3 linii și 3 coloane. Jucătorul care reușește primul să marcheze 3 căsute adiacente pe orizontală, verticală sau diagonală caștigă jocul.
În jocul reprezentat mai jos, primul jucător, "X", câștigă jocul . 

## Nume alternative
Jocul are un număr de nume diferite in limba engleză:
1. Tick-tack-toe, tic-tac-toe, tick-tat-toe, sau tit-tat-toe (SUA și Canada).
2. Noughts and crosses sau Naughts and crosses (Marea Britanie, Republica Irlanda, Australia, Noua Zeelandă, Africa de Sud și Federația Rusă).
3. Exy-Ozys, Xsie-Osies (doar ca denumire verbală) (nordul Irlandei).
4. X's and O's (Egipt, Republica Irlandei, Canada, Scoția și Zimbabwe)

În SUA, denumirea Naughts and crosses nu este foarte bine înțeleasă pentru că, cuvântul "nought" este arhaic, iar obiectele de forma literei X nu sunt în general denumite "crosses" (cruci).